# Коксан (уезд)
Коксан (кор. 곡산군) — уезд в провинции Хванхэ-Пукто, Северная Корея.

## Административное деление
Город разделен на 1 ып (поселок (кор.읍)) и 20 ри (деревня (кор. 리)
| - Коксан-ып - Чхосон-ри - Чхопьён-ри - Хоам-ри - Хьёнам-ри - Кусон-ри - Керим-ри - Кесю-ри - Мугаль-ри - Мунян-ри - Орипхо-ри | - Понсаль-ри - Пхёнъам-ри - Рёнъам-ри - Рюль-ри - Сахёль-ри - Серим-ри - Сочхоль-ри - Сонним-ри - Токхым-ри - Вольян-ри |